# Thibetoides acerbus
Thibetoides acerbus är en stekelart som beskrevs av Viktorov 1964. Thibetoides acerbus ingår i släktet Thibetoides och familjen brokparasitsteklar. Inga underarter finns listade i Catalogue of Life.